# No Way Out 2009
No Way Out 2009 was een pay-per-viewevenement in het professioneel worstelen dat geproduceerd werd door World Wrestling Entertainment (WWE). Dit evenement was de tiende editie van No Way Out en vond plaats in de KeyArena in Seattle (Washington) op 15 februari 2009.
De belangrijkste gebeurtenis was een Elimination Chamber match tussen de kampioen John Cena, Rey Mysterio, Chris Jericho, Mike Knox, Edge en Kane voor de World Heavyweight Championship. Edge won de match en werd de nieuwe World Heavyweight Champion.

## Matchen
| Nr.                                                                          | Match | Winnaar(s)       |
| ---------------------------------------------------------------------------- | --- | ---------------- |
| -                                                                            | Melina (c) vs. Beth Phoenix in een een-op-eenmatch voor het WWE Women's Championship                                                                              | Melina (c)       |
| 1                                                                            | Edge (c) vs. Jeff Hardy vs. Big Show vs. Vladimir Kozlov vs. Triple H vs. The Undertaker in een Elimination Chamber match voor een World Heavyweight Championship | Triple H (nc)    |
| 2                                                                            | Shane McMahon vs. Randy Orton in een No Holds Barred match | Randy Orton      |
| 3                                                                            | Jack Swagger (c) vs. Finlay (met Hornswoggle) in een een-op-een mach voor het ECW Championship                                                                    | Jack Swagger (c) |
| 4                                                                            | Shawn Michaels (c) vs. John "Bradshaw" Layfield in een een-op-eenmatch                                                                                            | Shawn Michaels   |
| 5                                                                            | John Cena (c) vs. Edge vs. Rey Mysterio vs. Chris Jericho vs. Mike Knox vs. Kane in een Elimination Chamber match voor het WWE Championship                       | Edge (nc)        |
| (c) huidige kampioen voor en na de match \| (nc) nieuwe kampioen na de match | |                  |